# Thalictrum platycarpum
Thalictrum platycarpum là một loài thực vật có hoa trong họ Mao lương. Loài này được (Trel.) Greene miêu tả khoa học đầu tiên năm 1888.